# Nérasolymos
 Nérasolymos (románul: Socol, szerbül: Соколовац / Sokolovac, falu Romániában, a Bánságban, Krassó-Szörény megyében, Socol központja. Az első világháborúig Krassó-Szörény vármegye, Újmoldovai járásához tartozott.

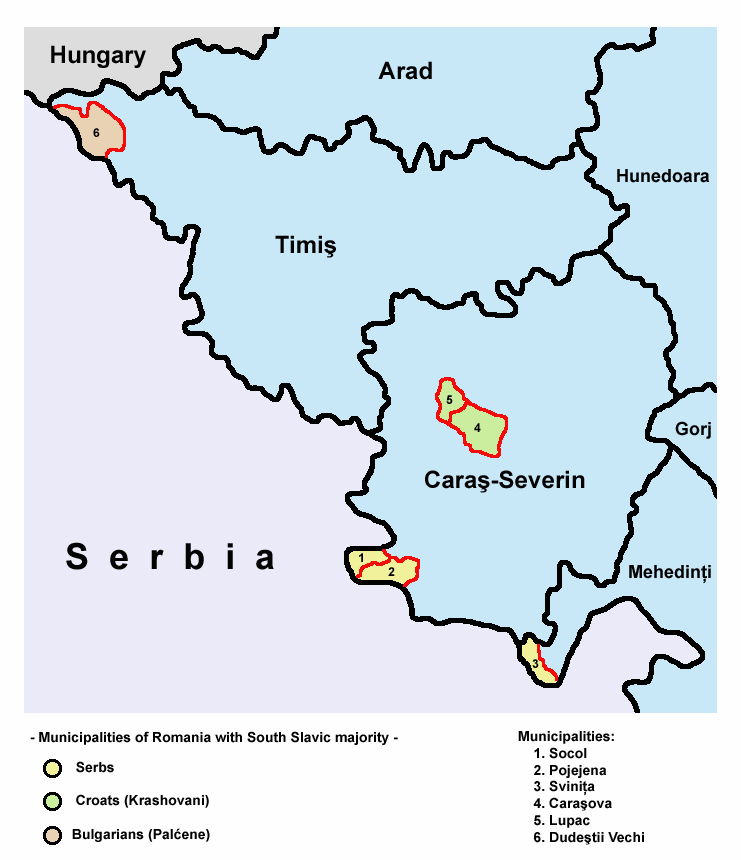
Nérasolymos község (1.) elhelyezkedése

## Nevének változásai
1840-ben Sakalovacz, 1873-ban Szakalovác,  1880-1880-ig Szokolovácz, majd 1920-ban Socolovăț volt a település neve.

## Népessége
- 1900-ban 1782 lakosából 1450 volt szerb, 132 német, 106 magyar, 75 román, 10 szlovák és 1 horvát anyanyelvű; 1524 ortodox, 240 római katolikus, 8 református, 7 izraelita és 3 görögkatolikus vallású.
- 1992-ben 840 lakosából 647 volt szerb, 184 román, 6 magyar, 2 cigány és 1 német nemzetiségű, 812 ortodox, 22 baptista,  4 római katolikus és 2 református vallású.
- 2002-ben 789 lakosából 526 volt szerb, 247 román, 8 magyar, 7 cigány.

## Politika
A 2012-es helyhatósági választásokon a Szociálliberális Unió 3 mandátumot, a Demokrata-liberális Párt 2 mandátumot, a Románia Haladásáért Nemzeti Szövetsége, a Romániai Csehek és Szlovákok Demokratikus Szövetsége, a Romániai Magyar Demokrata Szövetség, a Partidul Romania Mare, az Ökológia Párt és a Zöld Párt 1-1 mandátumot szerzett.